# Gonda (huyện)
Huyện Gonda là một huyện thuộc bang Uttar Pradesh, Ấn Độ. Thủ phủ huyện Gonda đóng ở Gonda. Huyện Gonda có diện tích 4425 ki lô mét vuông. Đến thời điểm năm 2011, huyện Gonda có dân số 3433919 người.